# شتيفان راينارتس

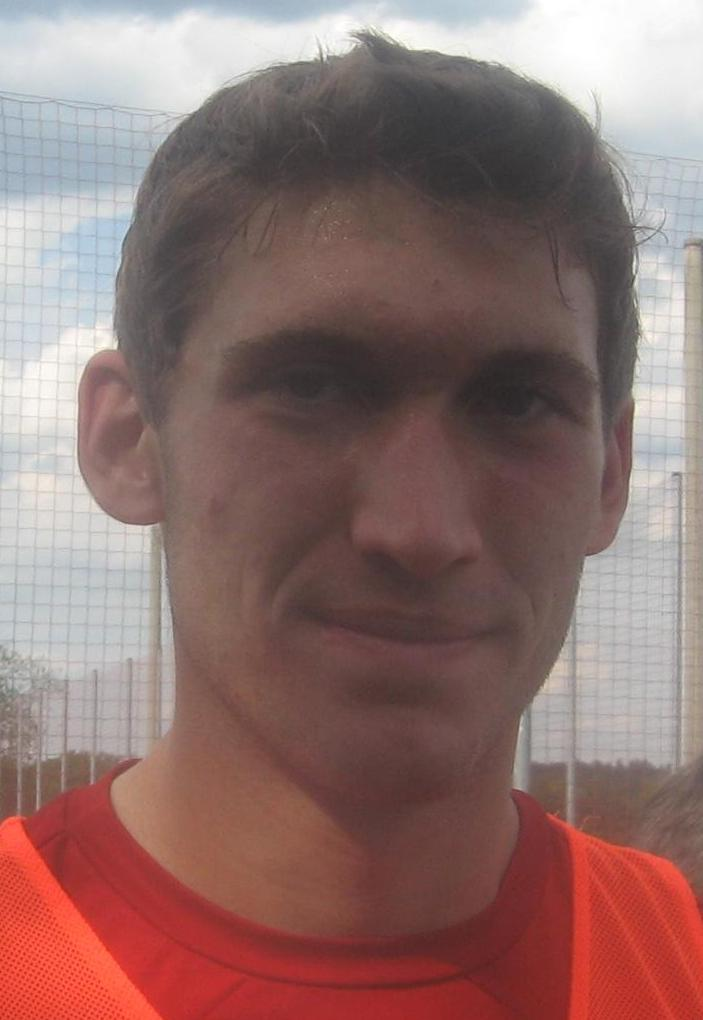
اشتفان راينآرتس

اشتفان راينآرتس (بالألمانية: Stefan Reinartz) من مواليد (1 يناير 1989 في إنغيلسكيرتشين - ألمانيا الغربية) لاعب كرة قدم ألماني يلعب حاليا لصالح نادي الدرجة الأولى باير ليفركوزن الألماني منذ 1999 في مركز قلب الدفاع كما يجيد اللعب في مركز الوسط المدافع .

## روابط خارجية
- شتيفان راينارتس على موقع الاتحاد الأوربي (الإنجليزية)
- شتيفان راينارتس على موقع إي إس بي إن إف سي (الإنجليزية)
- شتيفان راينارتس على موقع قاعدة بيانات كرة القدم.إي يو (الإنجليزية)
- شتيفان راينارتس على موقع بيانات كرة القدم. دي إي (الألمانية)
- شتيفان راينارتس على موقع ناشيونال فوتبول تيمز (الإنجليزية)
- شتيفان راينارتس على موقع Soccerbase.com (لاعب) (الإنجليزية)
- شتيفان راينارتس على موقع Soccerway.com (الإنجليزية)
- شتيفان راينارتس على موقع عالم كرة القدم.نت (الإنجليزية)
- شتيفان راينارتس على موقع كووورة
- شتيفان راينارتس على موقع AS.com (الإسبانية)